# Kiki - den lille heks
Kiki den lille heks er en japansk tegnefilm fra 1989 instrueret af Hayao Miyazaki.

## Handling
Den handler om den 13-årige heks ved navn Kiki.
Kiki bliver sendt ud i verden alene i 1 år som prøvelse for at blive en rigtig heks. Hun slår sig ned i en by ved havet og starter med at arbejde som bud, med pakker og breve, da det eneste hun rigtig kan er at flyve på kost. Året i byen er dog ikke let for Kiki. Hun må både kæmpe med hjemve og uforskammede kunder.
Og så er der jo den lokale dreng Tombo som er temmelig interesseret i Kiki.

## Danske Stemmer

### Hovedpersoner
- Kiki: Clara Oxholm
- Jiji: Peter Mygind
- Mor: Sofie Gråbøl
- Far: Jens Jacob Tychsen
- Tombo: Daniel Kromann
- Gammel dame: Ghita Nørby
- Rødhåret heks: Thea Iven Ulstrup
- Bagerdame: Christiane Gjellerup Koch
- Bagermand: Morten Staugaard
- Ursula: Mille Hoffmeyer Lehfeldt
- Tjenestepige: Vigga Bro
- Dora: Annie Birgit Garde

### Øvrige personer
- Tobias Staugaard Koch
- Markus Borg
- Andreas Gjedde
- Sara Langkilde
- Emilie Kruse
- Per Linderoth
- Niels Anders Thorn
- Anette Støvelbæk
- Sidsel Agensø Hauch-Fausbøll